# Roland Corporation
La Roland Corporation (ローランド株式会社?, Rōrando Kabushiki Kaisha) è un gruppo societario giapponese controllante Roland MI e Roland DG. Dal 2005 la sede si è spostata ad Hamamatsu nella prefettura di Shizuoka. Possiede fabbriche in Giappone, USA, Italia, e Taiwan. Venne fondata a Osaka nel 1972 da Ikutaro Kakehashi come azienda produttrice di software, componenti e strumenti musicali elettronici e periferiche per computer come plotter. Il gruppo è formato dalla Roland DG e dalla Roland MI (che sta per musical instruments).

## Storia
La Roland fu fondata con un nome occidentale in quanto Ikutaro Kakehashi aveva sentito che il nome della sua azienda precedente, la Ace Electronic Industries Inc., era spesso storpiato nella pronuncia e per questo motivo cercò un nome che suonasse bene e che potesse essere pronunciato allo stesso modo in ognuno dei maggiori mercati di export. Trovò il nome Roland nell'elenco telefonico, cercando un nome che suonasse americano tra quelli della lettera "R" perché nessun altro nome di case di produzione di strumenti musicali elettronici cominciava con questa lettera.
La Roland mette in commercio i propri prodotti sotto diverse sotto-marche, ognuna delle quali è orientata verso un'utenza diversa. La Boss Corporation è una marca usata per prodotti volti agli amatori e professionisti della chitarra, usata per pedali da chitarra, unità per effetti sonori, macchine per accompagnamenti e ritmo, e per equipaggiamento di registrazione portatile. I prodotti Edirol sono orientati verso la produzione musicale, e includono programmi per la creazione audio, mixers, altoparlanti e sistemi video. Rodgers Instruments, fondata nel 1958 come una compagnia per organi sopravvive finora come sussidiaria della Roland, ancora producendo organi elettrici, elettronici e a canne.
La Roland DG è un'azienda specializzata nella produzione di periferiche per la comunicazione visiva come plotter per il taglio vinile, plotter a getto d'inchiostro per la stampa di grande formato, incisori, frese da modellazione e scanner tridimensionali. I suoi prodotti sono diffusi nelle tipografie, centri stampa, service, cartellonisti, studi grafici, serigrafi, stampatori, incisori, scuole, accademie, negozi di gadget e centri copia. Gli stabilimenti produttivi della Roland DG Corporation si trovano ad Hamamatsu e si basano su sistemi di produzione ad isola chiamati yatai. La Roland DG è presente nel mercato italiano sin dal 1987, con l'obiettivo di fornire prodotti orientati agli operatori nel mondo della grafica, dell'incisione e della modellazione 3D. La sede principale di Roland DG Mid Europe è ad Acquaviva Picena. Nelle varie sedi sono disponibili dei demo center, che permettono di provare l'intera gamma di prodotti, la struttura di apprendimento interattivo Roland DG Academy ed il Creative Center, dove vengono esposti dei prodotti realizzabili con le periferiche Roland.

## Prodotti
- Roland MC-307
- Roland Juno-106
- Roland D-50
- Roland JD-800
- Roland JP-8000
- Roland TB-303
- Roland TR-808
- Roland TR-909